# مردکانونی
مردکانونی (انگلیسی: Androcentrism) (یونانی باستان،  ἀνήρ, مرد، مذکر) عملی است، آگاهانه یا غیرآگاهانه و قرار دادن یک دیدگاه نرینگی در مرکز جهان‌بینی، فرهنگ، و تاریخ خود، و در نتیجه مادینگی را از نظر فرهنگی به حاشیه می‌برند. صفت مرتبط «اندرومرکزی» است، در حالی که عمل قرار دادن دیدگاه مادینگی در مرکز، «زن‌کانونی» است.